# 도나시앵 알퐁스 프랑수아 드 사드
사드 후작 도나시앵 알퐁스 프랑수아(Donatien Alphonse François, marquis de Sade, 1740년 6월 2일 ~ 1814년 12월 2일)는 "사디즘"이란 용어로 알려진 프랑스의 작가이며 사상가이다.

## 생애
유서 깊은 귀족 가문인 사드 가(fr) 출신이며, 군인이자 외교관이었던 장바티스트 프랑수아 조제프(fr)의 장남으로 파리에서 태어나 군직에 있으면서 7년 전쟁에도 참가하였다. 1763년에 결혼한 후 겨우 5개월 만에 방탕과 신성 모독의 죄로 투옥되었으며 이후 열손가락으로도 다 헤아릴 수 없는 수많은 감옥을 전전하면서 보내게 되었다. 후작으로 널리 알려져 있으나 원래의 작위는 백작이었으며 실제 후작이 된 것은 1772년, 엑스 의회(fr)에서 사드 령을 후작령으로 결정함에 따라 작위 역시 후작으로 격상된 것으로, 1787년에 사드 후작 명의로 바스티유 감옥에 투옥되었다. 그러나 1789년 사드 백작이라는 이름 하에 투옥되었던 기록이 있고, 1814년 사망시에도 사드 백작 명의로 기록되었다.

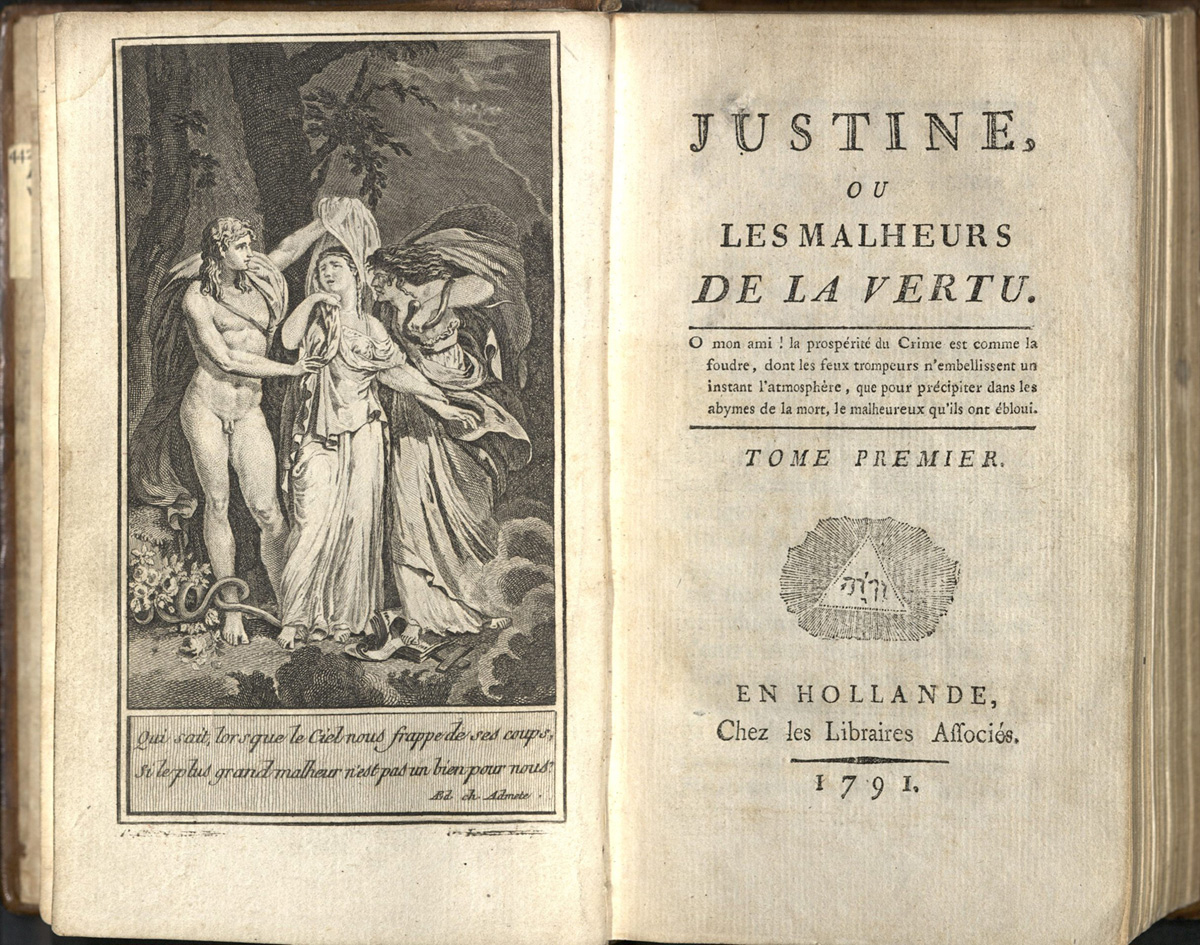
'쥐스틴 또는 미덕의 패배'

1790년 프랑스 대혁명 덕으로 석방되어 정치 활동에 뛰어들어 한 지구의 위원장이 되었으나 혁명에 어느 정도 가담했는지에 대하여는 의문이다. 얼마 뒤 온건주의 혐의로 체포되었으나 테르미도르의 반동으로 겨우 단두대를 면했다.

## 작품 세계
방대한 소설·콩트·희곡을 썼으나 특히 《쥐스틴 또는 미덕의 패배》(Justine ou les Malheurs de la vertu, 1791), 《쥘리에트 이야기 또는 패덕의 승리》(Histoire de Juliette, ou les Prospérités du vice, 1797), 《신(新) 쥐스틴》(La Nouvelle Justine, 1799), 《알린과 발쿠르》(Aline et Valcour, 1795), 《소돔의 120일》(Les Cent Vingt Journées de Sodome, 바스티유 습격 과정에서 실종되었다가 1904년에 다시 발견되어 1931~1935에 걸쳐 출판됨) 등의 소설이 유명하다. 오랫동안 변태성욕의 대명사로서 또한 터무니없는 성묘사 때문에 스캔들과 검열의 표적이 되어왔고, 실제로도 일부는 익명으로 출판되었으며 사드 후작 본인은 생전에 그러한 작품들에 대해 자신의 작품임을 완강히 부정했다고 한다. 하지만 기욤 아폴리네르가 재평가한 이래 작품의 문학성과 사상성은 근년에 와서 특히 인정되었다. 이상(異常) 임에는 틀림없으나 성을 통하여 기성의 종교·사회·도덕에 철저한 비판을 가한 유물론자이며 개인주의자라 할 수 있다.
《소돔의 120일》은 노골적인 성묘사와 가톨릭교회에 대한 공격으로 2세기가량 교황청 금서로 묶여 있었다. 1957년 족쇄가 풀렸고 국내에선 1990년, 2000년에 각각 출판됐지만 금서로 지정되며 절판됐다. 2012년 동서문화사가 재출간했는데 이 책도 유통이 금지되는 ‘유해간행물’이 될 위기에 처했다가 독자들의 항의로 ‘청소년유해매체물’로 분류돼 시중에 풀렸다.

## 평가
사드 후작에 대한 평가는 극과 극을 이룬다. 미치광이, 변태성도착자라는 평가에서부터 성본능에 대한 날카로운 관찰로 인간의 자유와 악의 문제를 철저하게 추구한 뛰어난 작가로 또는 로마 가톨릭교회 고위 성직자들과 귀족들의 위선을 까밝힌 폭로자까지 다양한 평가를 받고 있다.
시몬 드 보부아르는 <우리는 꼭 사드를 화형시켜야만 할까?(MUST WE BURN SADE)>라는 글에서 이렇게 말했다.
"사드에 대한 일화는 얼토당토 않은 전설로 왜곡되고, 그의 이름마저도 사디즘, 사디스트 따위의 엉뚱한 말로 변질되어 버렸기 때문이다. ...사드는 이기적 욕구와 불의와 불행의 순간을 철저히 만끽했으며, 그것의 진실성을 주장했다. 그의 주장의 가장 큰 가치는 우리에게 혼란을 준다는 데 있다. 그는 우리로 하여금, 우리 시대에 다양한 형태로 나타나는 하나의 본질적인 문제 인간과 인간사이의 관계를 철저히 재점검할 수 밖에 없도록 만든다."
롤랑 바르트는 "사드의 성적인 단어들은 사전의 순수한 단어들처럼 순수하다. (사전이란 우리가 그 너머로 거슬러 올라갈 수는 없으며, 오로지 내려올 수만 있는 것 아닌가? 사전은 언어의 한계와 같다. 이 한계에 이르려는 것은 그것을 넘어서는 데로 이끄는 그 용기가 주관한다. 야한 단어와 새로운 단어 사이에는 상황상 유추 관계가 존재한다. 신조어란 외설이다 그리고 성적인 단어가 직설적으로 발화된다면 그것은 언제나 결코 읽어 본 적이 없었던 것처럼 받아들여진다."고 사드후작의 작품을 높이 평가했다.

## 같이 보기
- BDSM
- 레오폴트 폰 자허마조흐
- 성적 페티시즘